# Bartłomiej Obrochta

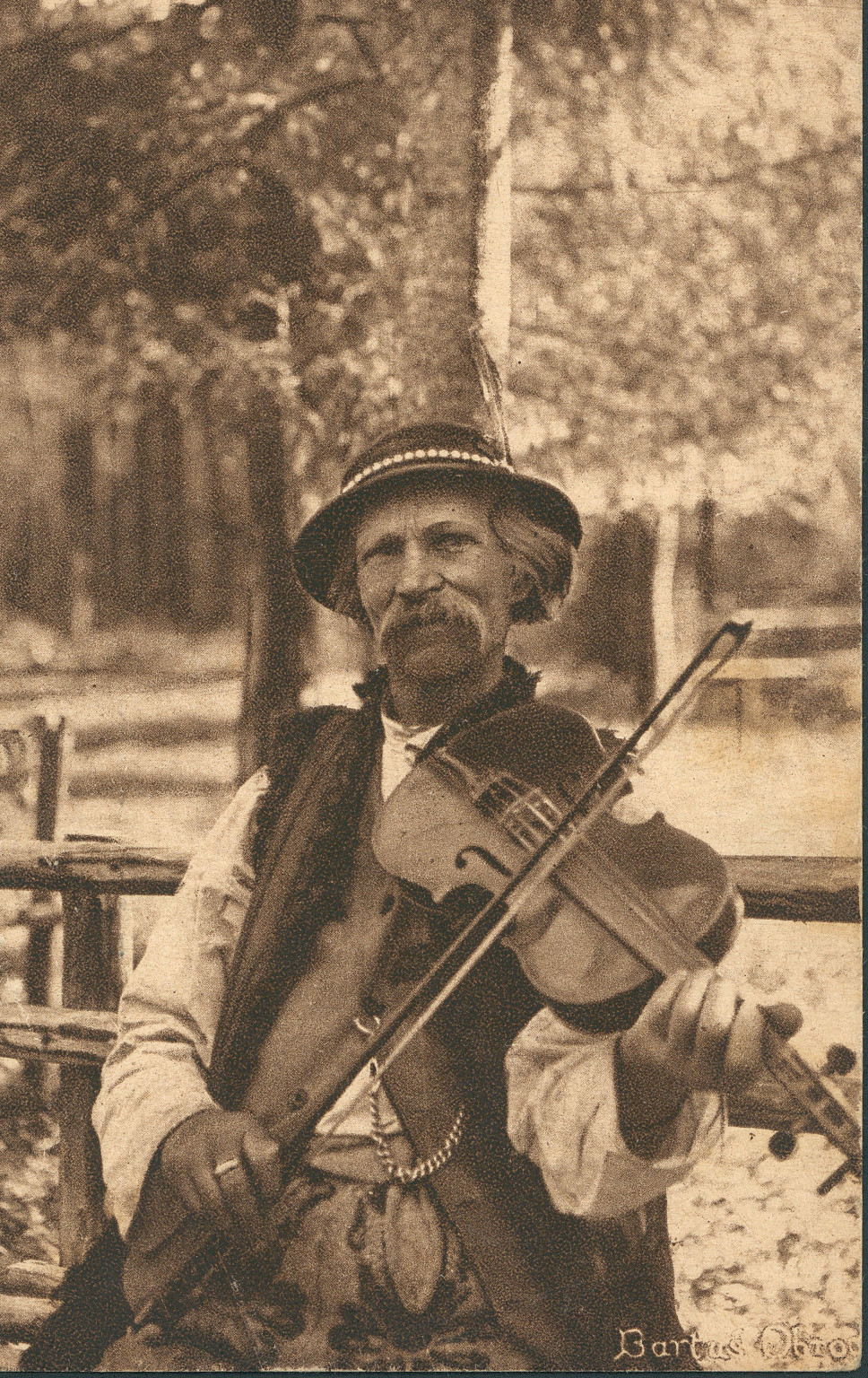
Bartuś Obrochta

Bartłomiej Obrochta, Bartuś (ur. 15 sierpnia 1850 w Zakopanem, zm. 1 maja 1926 tamże) – góral podhalański, przewodnik tatrzański, znany muzykant.
W młodości poznawał Tatry, kłusując i wypasając owce na halach. Od najmłodszych lat uczył się gry na skrzypcach; jego nauczycielami byli Jędrzej Kowal z Kotelnicy i Szymek Krzyś z Kościeliska. Wiadomo też, że grywał dla ostatnich zbójników, Wojciecha Marduły lub Wojciecha Matei. „Bartusiowe muzykowanie” doceniał Karol Szymanowski, który pod wpływem muzyki i tańców góralskich skomponował balet Harnasie. Jerzy Mieczysław Rytard, autor pierwszego libretta Harnasiów, zorganizował w 1925 r. wyjazd kapeli Bartusia do Paryża z okazji Międzynarodowej Wystawy Sztuki Dekoracyjnej. Górale grali tam w polskim pawilonie. Obrochta utrzymywał kontakty z wieloma osobistościami z całego kraju, m.in. z Tytusem Chałubińskim, Józefem Stolarczykiem, Sabałą, Stanisławem Witkiewiczem, Henrykiem Sienkiewiczem, Heleną Modrzejewską czy Ignacym Paderewskim. Na przełomie wieków XIX i XX w. uczestniczył w granicznym sporze polsko-węgierskim o Morskie Oko, co skutkowało niemożnością zwiedzania południowej strony Tatr przez długi czas.
Bartuś uzyskał uprawnienia przewodnika tatrzańskiego w 1878 r., a w 1892 r. należał już do I klasy przewodnickiej. Chodził po Tatrach m.in. z Tytusem Chałubińskim i Bolesławem Prusem. Brał udział w pierwszych przejściach nowymi drogami, m.in. w 1878 r. z Ludwikiem Chałubińskim i Wojciechem Rojem wszedł na Galerię Gankową, a w 1894 r. wspólnie z Janem Grzegorzewskim dokonał pierwszego zimowego przejścia przez Zawrat do Morskiego Oka. Zdobył też wschodnią ścianę Lodowego Szczytu. Od 1886 r. był strażnikiem Towarzystwa Tatrzańskiego – chronił kozice i świstaki, pracował też przy budowie górskich ścieżek i szlaków turystycznych, m.in. na Zawracie i Wysokiej. Dwukrotnie prowadził schronisko w Dolinie Roztoki.
Bartłomiej Obrochta był żonaty z Agnieszką Galicą, miał ośmioro dzieci (pięciu synów i trzy córki). Zmarł w Tatrach na Drodze pod Reglami przy Suchym Żlebie. Spoczywa na Nowym Cmentarzu w Zakopanem (kw. N1-5-2), jego grób jest przyozdobiony skromnym nagrobkiem wystawionym staraniem Karola Szymanowskiego. Imieniem Obrochty nazwano Bartkową Turnię i Bartkową Przełączkę w zachodniej grani Małego Ganku.

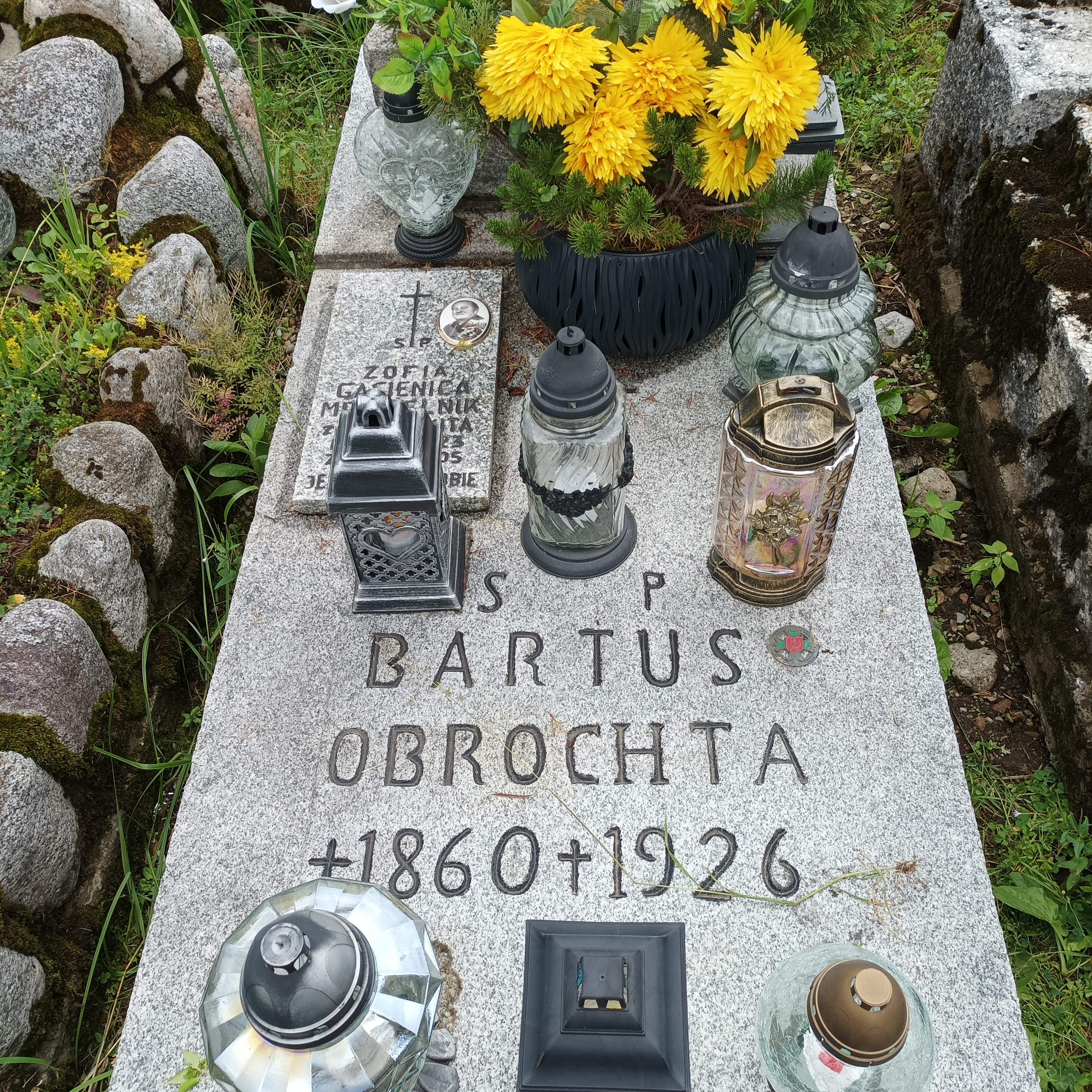
Grób Bartusia Obrochty na Nowym Cmentarzu w Zakopanem